# After the Gold Rush (sång)
After the Goldrush är en låt av Neil Young från 1970. Den är öppningsspåret på hans tredje studioalbum After the Gold Rush. Låten finns också med på skivorna Decade, Live Rust och Greatest Hits,
Sången har text som förknippas med [de miljöpolitiska frågorna  och i studioversionen används ett valthorn i låtens solo, men på livekonserterna använder Young sitt munspel. Young har i liveframträdanden på senare år ersatt textraden "Look at mother nature on the run in the 1970's" med "Look at mother nature on the run in the 21st century".
Många artister har gjort coverversioner av denna låt, exempelvis Patti Smith, Thom Yorke, Flaming lips.
Även Dolly Parton, Linda Ronstadt, och Emmylou Harris gjorde tillsammans en cover. Deras version finns med på Trio II.
Under Grammygalan i februari 2019 framfördes sången live av Dolly Parton.

### Fotnoter
1. ↑  Sally K. Slocum (1992), Popular Arthurian traditions, s. 105
2. ↑  Jordan Moreau (10 februari 2019). ”Dolly Parton Honored by Katy Perry, Kacey Musgraves at Grammys” (på engelska). Variety. https://variety.com/2019/music/news/dolly-parton-grammys-tribute-katy-perry-big-little-town-1203131990/. Läst 16 juli 2019.